# Катастрофа Ту-134 под Лиепаей
Катастрофа Ту-134 под Лиепаей — авиационная катастрофа, произошедшая в ночь на четверг 22 марта 1979 года около Лиепаи. Грузовой самолёт Ту-134А Рижского ОАО предприятия «Аэрофлот» завершал грузовой рейс по маршруту Омск — Горький — Лиепая, но при заходе на посадку в Лиепайском аэропорту самолёт прервал заход на посадку и ушёл на второй круг. При уходе, лайнер при наборе высоты зацепил деревья, после чего рухнул на железнодорожную насыпь. Из находившихся на его борту 5 членов экипажа, погибли 4 человека, выжил лишь 1.

## Самолёт
Ту-134А с бортовым номером CCCP-65031 (заводской — 48530, серийный — 36-07) был выпущен ХГАПП 27 июля 1976 года, а через два дня был передан МГА, которое направило его в Рижский авиаотряд Латвийского РПО ГА. Изначально самолёт выполнял пассажирские рейсы, но вскоре был переделан в грузовой, хотя бюллетеней на такое в то время ещё не существовало. Переделка самолёта была проста — убрали все пассажирские сидения из салона, получив таким образом просторный отсек. К моменту катастрофы авиалайнер имел 3894 часа налёта.

## Экипаж
Ту-134 пилотировал экипаж из 106-го лётного отряда, в состав которого входили 6 человек:
- Командир воздушного судна (КВС) — Николай Дмитриев;
- Второй пилот — Валерий Кузнецов;
- Штурман — Владимир Сапунов;
- Бортмеханик — Юрий Степанов;
- Бортпроводник—оператор — Карамелло Каулиньша.

## Хронология событий

### Предшествующие обстоятельства
В ночь с 21 на 22 марта самолёт выполнял грузовой рейс, в ходе которого ему предстояло доставить из Омска в Лиепаю комплектующие для местного радиозавода — филиала рижского завода «Коммутатор» (выпускал средства связи). Так как при переделке самолёт не был оборудован грузовой дверью, то погрузка осуществлялась через переднюю пассажирскую дверь. При этом грузчики, чтобы облегчить себе работу, начали относить в конец самые лёгкие ящики, а самые тяжёлые помещать в передней части, поближе к двери. При этом груз не взвешивался, а центровочный график не составлялся. В результате у самолёта центровка была больше предельно допустимой передней. Также впоследствии выяснилось, что общий вес груза составлял 8 тонн, из-за чего самолёт был перегружен на 752 килограмма.

#### Вылет
Ешё 21 марта 1979 года, ночью в 22:49 МСК с 5 членами экипажа самолёт вылетел из Горьковского аэропорта Стригино, а рейс выполнял Ту-134А борт СССР-65031, летящий из Омска в Лиепаю с промежуточной остановкой в Горьком. Всего на его борту находились 5 членов экипажа.

### Катастрофа
Время уже было за полночь, когда Ту-134 подходил к Лиепае, но работа аэропорта была специально продлена для приёма данного рейса. В 00:53 экипаж получил данные о погоде: мокрый снег 1020, вертикальная видимость 100, ветер 230° 12 с порывами до 16, давление +748 мм рт.ст. Это соответствовало погодному минимуму, при котором Ту-134 мог осуществлять посадку, но это не соответствовало погодному минимуму данного аэропорта, то есть диспетчер в такой ситуации должен был отправлять самолёт на запасной аэродром. Однако тот этого не сделал и Ту-134 начал заходить на посадку магнитным курсом 248°, пилотировал его при этом второй пилот.
Экипаж начал снижение сразу после выпуска закрылков. Из-за нарушения центровки авиалайнер был выровнен в горизонтальном полёте только на высоте 310 метров и на скорости 265 км/ч, тем самым зайдя в глиссаду с опозданием, а также его постоянно раскачивало по крену (влево-вправо) и по тангажу (вверх-вниз). Летя в облаках, Ту-134 прошёл ДПРМ на высоте 180 метров, после чего экипаж вновь начал снижаться, хотя самолёт в это время находился правее и ниже глиссады. После прохода высоты принятия решения (ВПР) 80 метров пилоты не стали сразу уходить на второй круг, хотя и не наблюдали при этом землю. Также они начали направлять авиалайнер влево, намереваясь вернуться на линию курса, вертикальная скорость же достигла 8 м/с.
Высота полёта была 60 метров, когда наконец экипаж решил уходить на второй круг, но перегруженный самолёт слушался штурвала с трудом. В 1690 метрах от торца полосы и в 155 метрах правее её оси Ту-134, находясь на высоте 10—12 метров над землёй, врезался в деревья, повредив себе при этом левое полукрыло. От удара авиалайнер развернуло влево, он пересёк ось полосы и в 00:57 с левым креном 45° врезался в двухметровую железнодорожную насыпь и, разрушившись, загорелся.
В катастрофе погибли 4 из 5 членов экипажа, выжил лишь бортмеханик, который получил травмы.

## Причины
Непосредственной причиной катастрофы следственная комиссия назвала ошибку экипажа в пилотировании, который осуществлял посадку при фактической погоде ниже допустимого минимума. Также он снижался на высокой вертикальной скорости даже после прохода ВПР, пытаясь при этом увидеть землю, что исключило возможность безопасного ухода на второй круг. Помимо этого, по мнению комиссии, катастрофе способствовали неудовлетворительная загрузка самолёта в Омске, а также неудовлетворительное метеообеспечение аэропорта, так как в 00:55 синоптик не предупредил диспетчера об ухудшении погоды, а наблюдение с БПРМ не велось, что к тому же требовало повышения погодного минимума для аэропорта в полтора раза.